# Facundo Castro
Facundo Castro, vollständiger Name Facundo Ismael Castro Souto, (* 22. Januar 1995 in Montevideo) ist ein uruguayischer Fußballspieler.

## Karriere

### Verein
Der 1,76 Meter große Mittelfeldakteur gehört mindestens seit der Saison 2013/14 dem Kader des uruguayischen Erstligisten Defensor an. In jener Spielzeit kam er dort bis zum Abschluss der Clausura 2014 zu vier Einsätzen (ein Tor) in der Primera División. Zudem bestritt er ein Spiel in der Copa Libertadores 2014. In der Saison 2014/15 wurde er in der Primera División siebenmal eingesetzt (kein Tor). Während der Spielzeit 2015/16 folgten 24 weitere Erstligaeinsätze (ein Tor). Zudem bestritt er fünf Spiele (ein Tor) der Copa Sudamericana 2015.
Im Juni 2018 verließ Castro Klub und Heimat. Er wechselte zum Club Necaxa nach Mexiko. Mit diesem sollte er in der Liga MX 2018/19 antreten. In der Saison erzielte er in 25 Ligaspielen zwei Tore. Hinzu kamen acht Einsätze in der Copa México (kein Tor). Nach Beendigung der Saison wechselte er erneut. Castro ging nach Argentinien, wo er beim CD O’Higgins einen neuen Kontrakt unterzeichnete. Der Kontrakt erhielt eine Laufzeit über drei Jahre.
ZU Jahresanfang 2024 gab der brasilianische Klub Ceará SC bekannt, mit dem Spieler einen Vortrag unterzeichnet zu haben. Im April konnte Castro mit dem Klub den Sieg in der Staatsmeisterschaft von Ceará 2024 feiern.

### Nationalmannschaft
Castro debütierte am 15. April 2014 beim 3:0-Sieg gegen die chilenische Auswahl unter Trainer Fabián Coito in der U-20-Auswahl Uruguays. In der Partien gegen Chile am 17. April 2014 kam er ebenso zum Einsatz, wie bei den Aufeinandertreffen mit Paraguay am 20. und 22. Mai 2014. Sein nächster Länderspieleinsatz folgte am 24. September 2014 beim 1:0-Sieg über Peru.
Er gehörte dem uruguayischen Aufgebot bei der U-20-Südamerikameisterschaft 2015 in Uruguay und bei der U-20-Weltmeisterschaft 2015 in Neuseeland an. Bislang (Stand: 8. Juli 2015) absolvierte er 34 Länderspiele in dieser Altersklasse. Dabei erzielte er zwei Treffer.
Am 19. Mai 2015 wurde er von Trainer Fabián Coito zunächst für den vorläufigen Kader der U-22 bei den Panamerikanischen Spielen 2015 in Toronto nominiert. Schließlich gehörte er auch dem endgültigen Aufgebot an und gewann das Turnier mit der Celeste.

## Erfolge
Nationalmannschaft
- Goldmedaille Panamerikanische Spiele 2015

Defensor
- Primera División: Apertura 2017

Ceará
- Staatsmeisterschaft von Ceará: 2024